# Stringipene

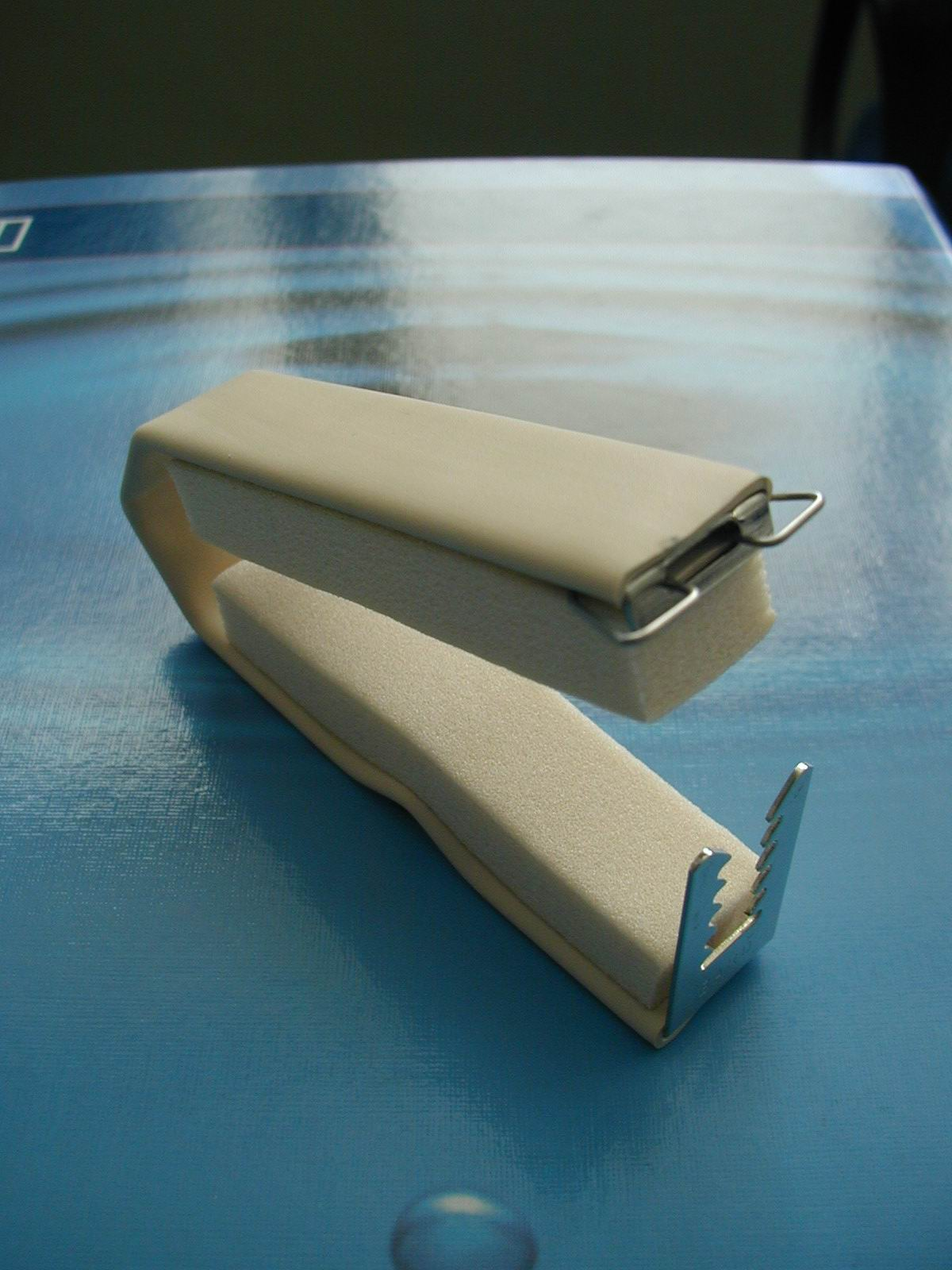
Un modello di stringipene

Lo stringipene è un dispositivo medico, a forma di morsetto, utilizzato per occludere l'uretra maschile a livello dell'asta del pene e impedire perdite involontarie di urina.
Questo dispositivo è appositamente indicato per gli uomini con incontinenza urinaria da sforzo (incontinenza da movimento, come ad esempio camminare, tossire, alzarsi), lieve, moderata o grave. Permette di evitare l'uso dei pannolini. È un'opzione molto efficace e sicura. Per evitare qualsiasi tipo di inconveniente, è necessario seguire le istruzioni del produttore.

## Descrizione
Questi dispositivi sono progettati per bloccare o comprimere l'uretra, prevenendo così la perdita di urina. Sono applicati esternamente e sono in genere facili da usare e comodi. I dispositivi di compressione possono variare in forma e dimensione, ma sono generalmente realizzati con materiali flessibili e morbidi che si adattano al contorno anatomico. Alcuni modelli sono dotati di impostazioni regolabili per personalizzare il livello di compressione in base alle esigenze individuali. Esistono modelli di dispositivi di chiusura dell'uretra che risalgono agli anni '20. Sono più comunemente realizzati in acciaio inossidabile e plastica sulla superficie esterna e silicone o gomma sulla superficie interna. Vengono solitamente utilizzati come soluzione conveniente per l'incontinenza urinaria.

## Tipi di dispositivi
Morsetto stringipene Cunningham: questo tipo di morsetto viene posizionato attorno al pene. Aiuta a fermare la perdita di urina comprimendo l'uretra, il tubo attraverso il quale esce l'urina. Ciò si ottiene mediante una spremitura controllata, impedendo la fuoriuscita dell'urina.
Dispositivo Uriclak occlusivo flessibile senza chiusura: un altro tipo di morsetto che viene posizionato anche sul pene. Funziona in modo simile alla pinza peniena Cunningham comprimendo l'uretra, ma in questo caso non ha chiusure. È flessibile e si adatta comodamente per arrestare il flusso di urina.

## Vantaggi e benefici
Non invasivi: Questi dispositivi non richiedono interventi chirurgici o procedure invasive, rendendoli un'opzione attraente per coloro che desiderano evitare interventi chirurgici.
Personalizzazione: Le pinze per il pene consentono regolazioni personalizzate per soddisfare le esigenze e le preferenze individuali.
Indipendenza e libertà: Offrendo un maggiore controllo sull'incontinenza urinaria, i dispositivi per l'incontinenza aiutano le persone a mantenere uno stile di vita attivo e a partecipare a varie attività senza preoccupazioni.
Efficacia: Molti utenti hanno sperimentato una significativa riduzione delle perdite di urina e un miglioramento della loro qualità di vita dopo l'uso dei dispositivi per il pene.